# Olle Häggström
Olle Jonas Häggström, född 4 oktober 1967 i Falu Kristine församling, Kopparbergs län, är en svensk  matematisk statistiker och professor vid Chalmers tekniska högskola i Göteborg.

## Biografi
Häggström disputerade 1994 vid Chalmers tekniska högskola med Jeffrey Steif som handledare. Han blev docent där 1997, och därefter professor i matematisk statistik vid Göteborgs universitet år 2000. År 2002 var han tillbaka vid Chalmers, den här gången som professor. Han forskar huvudsakligen kring sannolikhetsteori som Markov-kedjor, perkolationsteori och andra modeller inom statistisk mekanik. 
Han har skrivit ett 80-tal forskningsartiklar och boken ”Finite Markov Chains and Algorithmic Applications“ (Cambridge University Press, 2002). Hans vetenskapliga publicering har (2019) ett h-index enligt Google Scholar på 32, det vill säga han har publicerat minst 32 artiklar som vardera är citerade minst 32 gånger.
Häggström har även givit ut flera populärvetenskapliga artiklar och böcker, i synnerhet om pseudovetenskap och framtidsforskning, som ”Slumpens Skördar“ 2004, "Riktig vetenskap och dåliga imitationer" (Fri Tanke förlag 2008), och "Here Be Dragons" (Oxford University Press 2016). 
Han var ordförande för Svenska Matematikersamfundet 2005–2007 och sitter i Vetenskapsrådets beredningsgrupp för natur och teknik. 
Häggström är en av förgrundspersonerna i Uppsalainitiativet som är ett "ett svar på 'klimatskeptikernas' spridande av missuppfattningar ... med syftet att sprida kunskap i klimatvetenskapliga frågor".

## Priser och utmärkelser
- 2004 – invald som ledamot 1506 i Kungliga Vetenskapsakademien, i klassen för matematik.[10]
- 2005 – tilldelades det brittiska Rollo Davidson-priset.[11]
- 2006 – invald som ledamot av Kungl. Vetenskaps- och Vitterhet-Samhället i Göteborg.[12]
- 2010 – invald som ledamot 1581 i Kungliga Ingenjörsvetenskapsakademien, avdelning VII – Teknikens grund- och gränsvetenskaper.

### Populärvetenskap
- Häggström, Olle (2023). Tänkande maskiner: Den artificiella intelligensens genombrott (2. ed.). Stockholm: Fri tanke. ISBN 978--91-89732-23-0

- Häggström, Olle (2016) (på engelska). Here be dragons: science, technology and the future of humanity (1. ed.). Oxford: Oxford University Press. Libris 18557398. ISBN 978-0-19-872354-7

- Häggström, Olle (2008). Riktig vetenskap och dåliga imitationer. Stockholm: Fri tanke. Libris 10869671. ISBN 978-91-977094-5-3

- Häggström, Olle (2005) (på engelska). Intelligent design and the NFL theorems: debunking Dembski. Preprint (Department of Mathematical Sciences, Chalmers University of Technology and Göteborg University), 1652-9715 ; 2005:47. Göteborg: Chalmers tekniska högskola. Libris 10082497

- Häggström, Olle (2004). Slumpens skördar: strövtåg i sannolikhetsteorin. Lund: Studentlitteratur. Libris 9453511. ISBN 91-44-03017-7

### Facklitteratur, urval
- Deijfen, Maria; Häggström Olle (2006) (på engelska). The two-type Richardson model with unbounded initial configurations. Research Report, 1650-0377 ; 2006:8. Stockholm: Mathematical Statistics, Stockholm University. Libris 10269972

- Berg, J. van den; Häggström Olle, Kahn J. (2004) (på engelska). Some conditional correlation inequalities for percolation and related processes. Preprint / Department of Mathematical Statistics, Chalmers University of Technology and Göteborg University, 0347-2809 ; 2004:60. Göteborg: Chalmers University of Technology. Libris 9850530

- Häggström, Olle (2002) (på engelska). Finite Markov chains and algorithmic applications. London Mathematical Society student texts, 0963-1631 ; 52. Cambridge: Cambridge University Press. Libris 8694802. ISBN 0-521-81357-3

- Häggström, Olle; Peres Yuval, Steif Jeffrey E. (1995) (på engelska). Dynamical percolation. Department of Mathematics, Chalmers University of Technology and Göteborg University, 0347-2809 ; 1995:31. Libris 2075476